# Нова-Біла (Мазовецьке воєводство)
Нова-Біла (пол. Nowa Biała) — село в Польщі, у гміні Стара Біла Плоцького повіту Мазовецького воєводства.
Населення — 229 осіб (2011).
У 1975-1998 роках село належало до Плоцького воєводства.

## Демографія
Демографічна структура станом на 31 березня 2011 року:
|          | Загалом | Допрацездатний вік | Працездатний вік | Постпрацездатний вік |
| -------- | ------- | ------------------ | ---------------- | -------------------- |
| Чоловіки | 122     | 32                 | 84               | 6                    |
| Жінки    | 107     | 24                 | 63               | 20                   |
| Разом    | 229     | 56                 | 147              | 26                   |